# Unisport Bafang
Der Unisport Bafang (französisch Unisport FC du Haut Nkam) ist ein Fußballverein aus Bafang, Kamerun. Er trägt seine Spiele im Stade Municipal (Bafang) (ca. 5000 Zuschauer-Plätze) aus.
Der Verein wurde 1959 gegründet und spielte Anfang der 1990er Jahre erstmals in der höchsten Spielklasse Kamerun. Anfangs mit mäßigen Erfolg, gelang dem Verein 1996 überraschend den Meistertitel zu gewinnen. Danach verschwand der Erfolg und der Verein stieg zwischenzeitlich ab, in der folge Saison wieder auf. Erst 2000 erreichte man zum ersten Mal das Pokalfinale, verlor aber mit 0:1 Toren gegen Kumbo Strikers. Auch 2005 und 2011 verloren sie die Endspiele. 2012 bezwang man mit 2:0 Toren den New Star Douala. Seitdem wartet der Verein auf weitere Erfolge.

## Erfolge
- Kamerunischer Meister: 1996
- Kamerunischer Pokalsieger: 2012

## Spiele in den afrikanischen Wettbewerben
| Wettbewerb                 | Runde         | Gegner                   | Hinspiel | Rückspiel           |
| -------------------------- | ------------- | ------------------------ | -------- | ------------------- |
| CAF Cup 1994               | 1. Runde      | Gomido FC Kpalimé        | 0:0 (A)  | 3:0 (H)             |
|                            | 2. Runde      | Diamond Stars Koidu Town | 2:1 (A)  | 2:0 (H)             |
| CAF Cup 1996               | 1. Runde      | FC 105 Libreville        | 0:0 (A)  | 4:0 (H)             |
|                            | 2. Runde      | Enugu Rangers            | 1:1 (H)  | 1:0 (A)             |
|                            | Viertelfinale | ES Sahel Sousse          | 1:4 (A)  | 1:0 (H)             |
| CAF Champions League 1997  | 1. Runde      | Munisport Pointe-Noire   | 2:0 (H)  | 0:2 (A), (Pen: 5:4) |
|                            | 2. Runde      | Ferroviario Maputo       | 1:0 (H)  | 1:4 (A)             |
| CAF Confederation Cup 2012 | Qualifikation | Sewe Sports San-Pedro    | 1:0 (A)  | 0:0 (H)             |
|                            | 1. Runde      | Heartland FC Owerri      | 0:0 (H)  | 1:2 (A)             |
| CAF Confederation Cup 2013 | Qualifikation | US Bougouni              | 0:1 (H)  | 0:2 (A)             |
| CAF Confederation Cup 2015 | Qualifikation | Olympique de Ngor Dakar  | 1:0 (H)  | 1:3 (A)             |

- 1994: Unisport FC Bafang wurde nachträglich disqualifiziert, weil sie einen nicht spielberechtigten Spieler einsetzten.

|              | Spiele | Siege | Remis | Verl. | Tore  |
| Gesamtbilanz | 22     | 10    | 5     | 7     | 23:20 |
| ------------ | ------ | ----- | ----- | ----- | ----- |